# Opius silifkeensis
Opius silifkeensis är en stekelart som beskrevs av Fischer och Ahmet Beyarslan 2005. Opius silifkeensis ingår i släktet Opius och familjen bracksteklar. Inga underarter finns listade i Catalogue of Life.